# 25 juin 1985
Le mardi 25 juin 1985 est le 176e jour de l'année 1985.

## Naissances
- Aliannis Urgellés, joueur de football cubain
- Annaleigh Ashford, actrice américaine
- Anton Korobov, joueur d'échecs ukrainien
- Aurore Jean, fondeuse française
- Carole Bouzidi, kayakiste française pratiquant le slalom
- Daniel Bard, joueur américain de baseball
- Demetric Bennett, joueur de basket-ball américain
- Jill Loyden, joueuse américaine de football
- João Leonardo, joueur de football brésilien
- Karim Matmour, joueur de football algérien
- Kevin McCall, chanteur, parolier, producteur et rappeur américain
- Khady Diallo, actrice française
- Maria Kristin Yulianti, joueuse de badminton indonésienne
- Pedro Portuondo, coureur cycliste cubain
- Piotr Celeban, footballeur polonais
- Sławomir Kuczko, nageur polonais
- Scott Brown, footballeur britannique
- Tomasz Sokolowski, footballeur norvégien
- Travis James Mulock, hockeyeur sur glace canadien
- Yekaterina Shikhova, patineuse de vitesse russe

## Décès
- Leandro Pita (né le 22 novembre 1898), homme politique espagnol
- Pee Wee Crayton (né le 18 décembre 1914), musicien américain

## Événements
- (Portugal) : démission du gouvernement de Mário Soares. Le président de la République, le général António Ramalho Eanes, lui demande de rester en fonctions jusqu'à la ratification du traité d'adhésion à la CEE.
- Création du Parti libéral au Brésil
- Fin de la série télévisée The Jeffersons